# 今夜もあなたのパートナー
『今夜もあなたのパートナー』（こんやもあなたのパートナー）は、1999年4月5日から2006年3月までNHK教育テレビ（現・Eテレ）で放送された趣味・生涯学習番組のゾーン名である。
この企画は同年1月に教育テレビ放送開始40周年を記念して1週間に渡って放送された特別番組『あなたのパートナーETV』をレギュラー化したもので、『金曜アクセスライン』がそれを引き継いだものとなる。

## 2002年度まで
放送開始当初から2002年度までは20:00から22:00の枠で放送され、20時台は『きょうの料理』、21時台は『おしゃれ工房』と『趣味悠々』を中心番組にして、本編以外に視聴者からの質問などにも答えられるよう、一部生放送も含めて放送が行われた。

### 放送内容
- 20:00 オープニング
  - オープニングテーマ曲にはTHE BOOMの「天に昇るような気持ち」を使用した。
- 20:05 きょうの料理（のちに2分繰り上げて放送）
- 20:29.30 ミニ特集
- 20:45 NHK手話ニュース845
- 21:00.30　おしゃれ工房
- 21:25 ミニ特集
- 21:35 趣味悠々
  - 進行上は単独番組として扱われ、21:35にエンディングとなっていた。

## 2003年度から2006年度まで
2003年度からは番組編成の大幅な改正に伴い21時台の枠の総称となった。生放送の枠はなくなったが、21:25から21:30と21:55から22:00の枠に『まる得マガジン』と題した暮らしに役立つ情報を集中特集するミニ番組がスタート。2004年度から総合テレビでの『きょうの料理』と『おしゃれ工房』の再放送をEテレに振り替えた。2006年度でゾーン名は解消されたが、その後もこの名残りで、この体裁が続いている。

### ゾーン構成
- 21:00 - 21:25：きょうの料理
- 21:25 - 21:30：きょうの料理ビギナーズ（2007年3月までは『まる得マガジン』。主として料理関係を放送）
- 21:30 - 21:55：おしゃれ工房
- 21:55 - 21:59：まる得マガジン（美容、健康、園芸、家事関係）
- 22:00 - 22:30：趣味悠々

## 金曜アクセスライン
金曜日の20:00から22:00（2003年度以後は21:00 - 22:00）に放送。視聴者からFAXとインターネットで質問やメッセージを募集し、そのやりとりを番組の柱とした。2002年度までの20時台は「ふるさとの食べ物紀行」を中心に放送した。21時台が本編という体裁を踏んだ。2003年4月2日で金曜アクセスラインとしては放送終了。 4月11日からは『もっと知りたい！暮らしQ＆A』として内容を引き継いだ。

### 出演
- 山田邦子
- 堀ちえみ
- 宮崎美子
- 萩尾みどり
- ダニエル・カール
- 枝元なほみ
- 広瀬哲朗
- 金井直己
- 上田早苗
- 町永俊雄　（～2002年3月）
- 滑川和男
- 小田切千
- 古屋和雄　（2002年4月～）
- 関口健
- 野村優夫
- 榊寿之　　（もっと知りたい！暮らしＱ＆Ａ）
- 今泉清保

## 関連番組
- 生活ほっとモーニング（8:35 - 9:55。9時台後半に関連コーナー）
- もっと知りたい! 暮らしQ&A（1999年4月に『金曜アクセスライン』としてスタート。2005年3月まで放送）